# Szynoprzewód
Szynoprzewód, szyna prądowa – element przewodzący elektrycznie, przewód sztywny, zwykle o dużych wymiarach (długość rzędu 3 m, przekrój – kilkaset milimetrów kwadratowych) i jednolitej strukturze, służący do przekazywania prądu elektrycznego, dzięki której można zasilić wiele urządzeń jedno- i trójfazowych za pomocą jednej linii. Istnieją również szyny prądowe o niewielkich wymiarach (rzędu centymetrów) dla niewielkich prądów, elastyczne, służące do szybkiego montażu/demontażu, zapewniające łatwy i estetyczny sposób tworzenia instalacji elektrycznej. Większość szyn prądowych wykonana jest z miedzianych płaskowników, rzadziej – z ceowników lub rur. 
Według najnowszej polskiej nomenklatury poprawna nazwa szyny prądowej to szynoprzewód.

## Zastosowania przemysłowe
Najstarsze zastosowanie szyn prądowych to podłączenie transformatorów do sieci elektroenergetycznej.
Coraz częściej duże obiekty o wysokich wymaganiach dotyczących niezawodności dostarczania energii elektrycznej, takie jak na przykład budynki firm telekomunikacyjnych, mają redundancyjnie łączone niezależne źródła zasilania właśnie za pomocą szynoprzewodów. Typowe prądy osiągają wartości rzędu kiloamperów.

### Kolej
W metrze i różnych rodzajach kolei szyna prądowa jest umieszczona nisko nad ziemią wzdłuż torów. Dostarcza energię elektryczną pojazdom korzystającym z danej sieci. W kolejnictwie jest nazywana trzecią szyną, gdy zasilanie jest unipolarne (przewodem powrotnym są wtedy szyny toru jezdnego), lub czwartą, gdy zasilanie jest bipolarne. Najczęściej dostęp do szyny możliwy jest jedynie od dołu, boki i góra osłonięte są izolatorami. Szyn prądowych próbowano używać na bardzo wczesnym etapie rozwoju naziemnej kolei elektrycznej, jednak ze względu na niebezpieczeństwo porażenia prądem elektrycznym, kłopoty z wykonaniem skrzyżowań z drogami kołowymi i koniecznością wykonywania odpowiednich zabezpieczeń, dziś stosowana jest zasadniczo na ograniczonych sieciach kolei miejskich przebiegających na wydzielonych terenach i gdzie jest możliwość umieszczania odbieraków wzdłuż całego pociągu, a nie tylko w lokomotywie.
W Polsce trzecią szynę zastosowano w Metrze Warszawskim; jest umieszczona na wysokości 14 cm i przewodzi prąd pod napięciem +750 V. W metrze wchodzenie na torowisko jest zabronione, a szyna prądowa jest częściowo osłonięta i oznaczona odpowiednimi ostrzeżeniami.
Istnieją też systemy zasilania z szyny prądowej umieszczonej nad pojazdem – analogicznie jak sieci trakcyjnej. Stosuje się najczęściej w miejscach o ograniczonej skrajni – w tunelach, na mostach itp., ale istnieją systemy, gdzie jest to podstawowy sposób zasilania, np. metro w Barcelonie, niektóre linie metra w Osace. W Polsce taki system zastosowano m.in. na stacji Łódź Fabryczna, tunelu pod Białą Górą, czy w tunelach linii tramwajowej na Franowo w Poznaniu.

## Zastosowania domowe
Oświetlenie szynowe to rodzaj oświetlenia stosowanego w domu, które polega na montowaniu szyny na suficie lub ścianie, do której można przymocować różne źródła światła, takie jak reflektory, kinkiety czy żarówki. Dzięki takiej konstrukcji można łatwo regulować położenie i kierunek światła, co pozwala na skierowanie go w wybraną stronę, podkreślenie konkretnej części wnętrza lub dostosowanie oświetlenia do zmieniających się potrzeb. Oświetlenie szynowe jest często wykorzystywane w nowoczesnych aranżacjach wnętrz ze względu na swoją funkcjonalność i estetykę.
Rodzaje oświetlenia szynowego LED
Wybór odpowiedniego rodzaju oświetlenia szynowego LED może stanowić wyzwanie. Podstawowym podziałem jest tu oświetlenie 1-fazowe i 3-fazowe. Różnica między nimi wynika z liczby jednocześnie zapalanych świateł. W konstrukcji 1-fazowej jednym włącznikiem uruchamia się wszystkie żarówki w danym obwodzie, co jest powszechnie stosowane w mieszkaniach. Natomiast oświetlenie 3-fazowe oferuje większą niezależność dzięki trzem osobnym obwodom, co pozwala na oddzielne sterowanie różnymi grupami świateł.
Zastosowanie oświetlenia szynowego LED
Oświetlenie szynowe LED jest szczególnie rekomendowane do nowoczesnych wnętrz, a jego popularność rośnie w długich korytarzach, salonach oraz przestronnych kuchniach. Może służyć jako główne źródło światła lub dyskretne, punktowe oświetlenie. Pozwala to na akcentowanie wybranych elementów dekoracyjnych, półek z książkami czy kolekcji obrazów. Większość lamp LED na szynach można łatwo modyfikować, zmieniając ich położenie oraz kierunek świecenia, dzięki regulacji nachylenia kąta. Takie rozwiązanie nie męczy wzroku i nie utrudnia codziennych czynności jak sprzątanie, co jest często problemem w przypadku lamp wolnostojących.
Minimalistyczny design oświetlenia szynowego LED pasuje do osób ceniących prostotę i funkcjonalność. Znajduje zastosowanie w różnorodnych przestrzeniach, takich jak salony fryzjerskie, kosmetyczne, kawiarnie, restauracje, przestrzenie biurowe i handlowe, kluby, puby, a nawet galerie sztuki.
Dostępność i wsparcie
Szynowe oświetlenie LED dostępne jest w szerokiej gamie, oferując klasyczne kolory takie jak czerń i biel. Produkty te wyróżniają się wysoką jakością, trwałością oraz konkurencyjną ceną. Eksperci są dostępni, aby rozwiać wszelkie wątpliwości i pomóc w wyborze odpowiedniego oświetlenia szynowego LED.

## Galeria

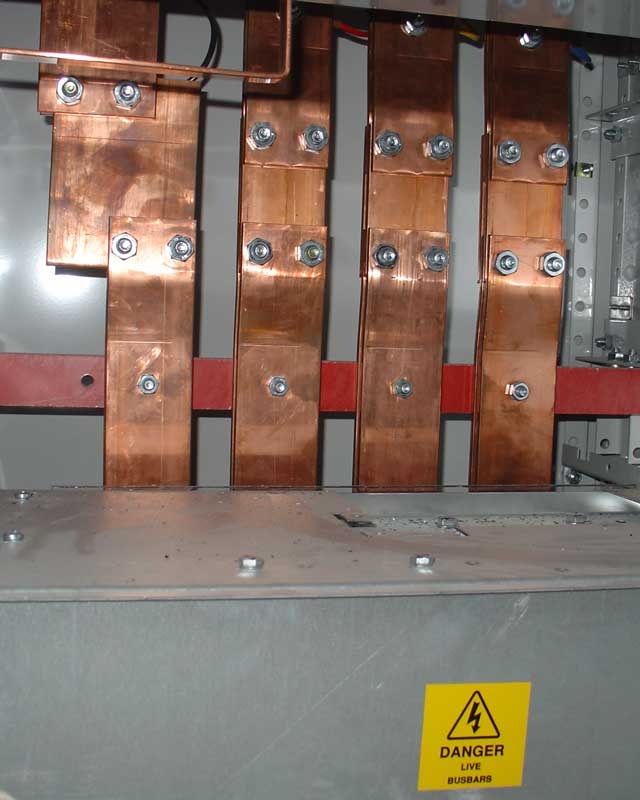
Szyny zasilające budynek
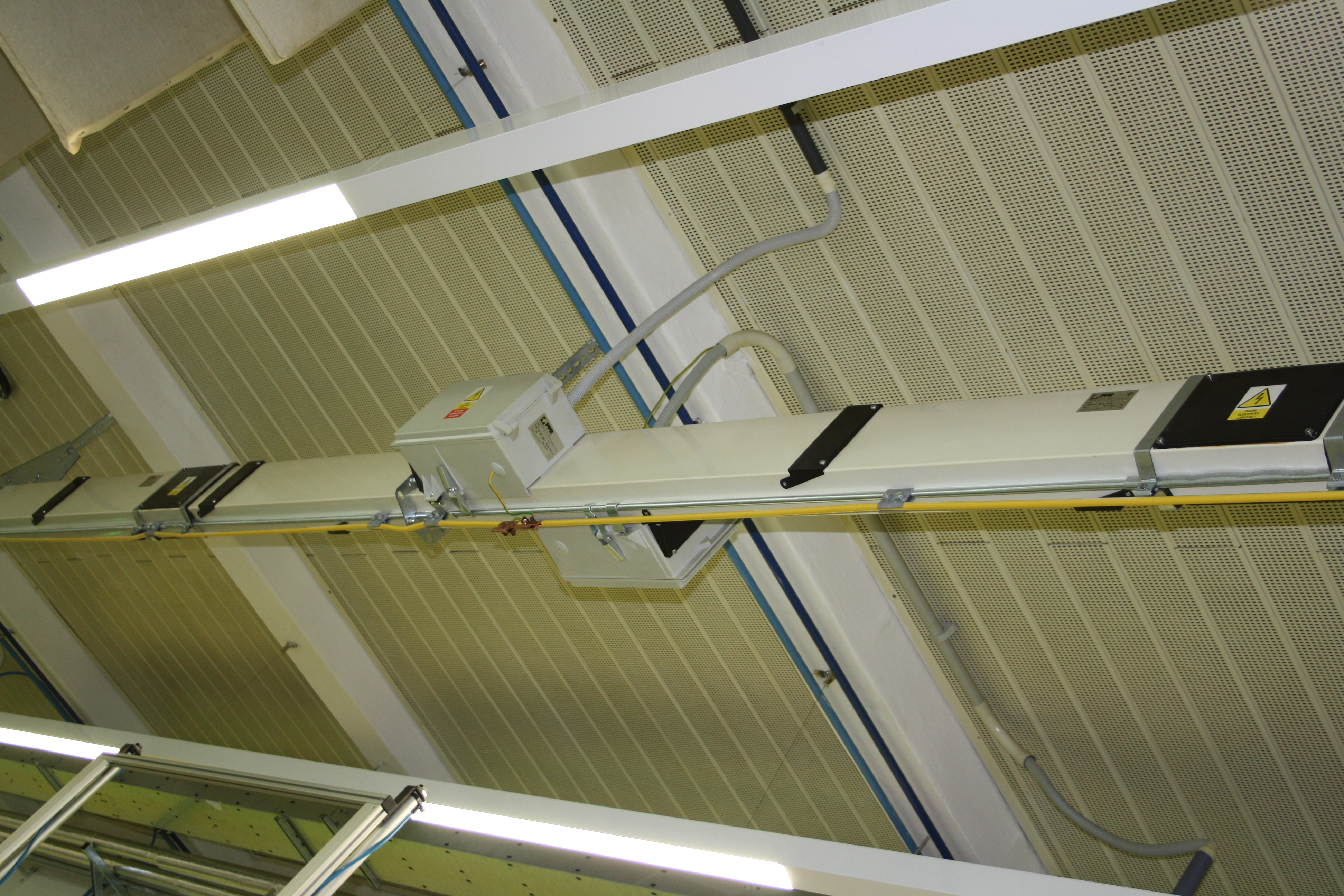
Przykład montażu szynoprzewodu z zainstalowanymi skrzynkami odpływowymi
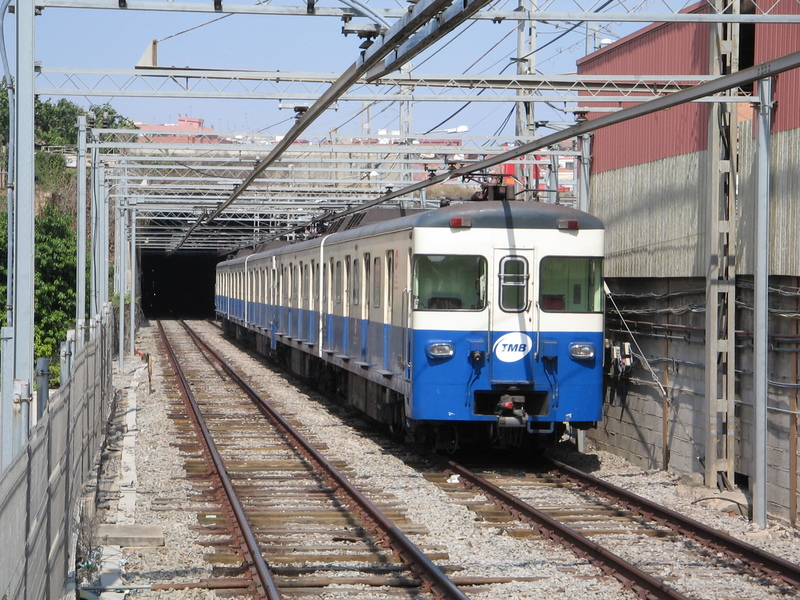
Pociąg metra barcelońskiego zasilany z górnej szyny prądowej
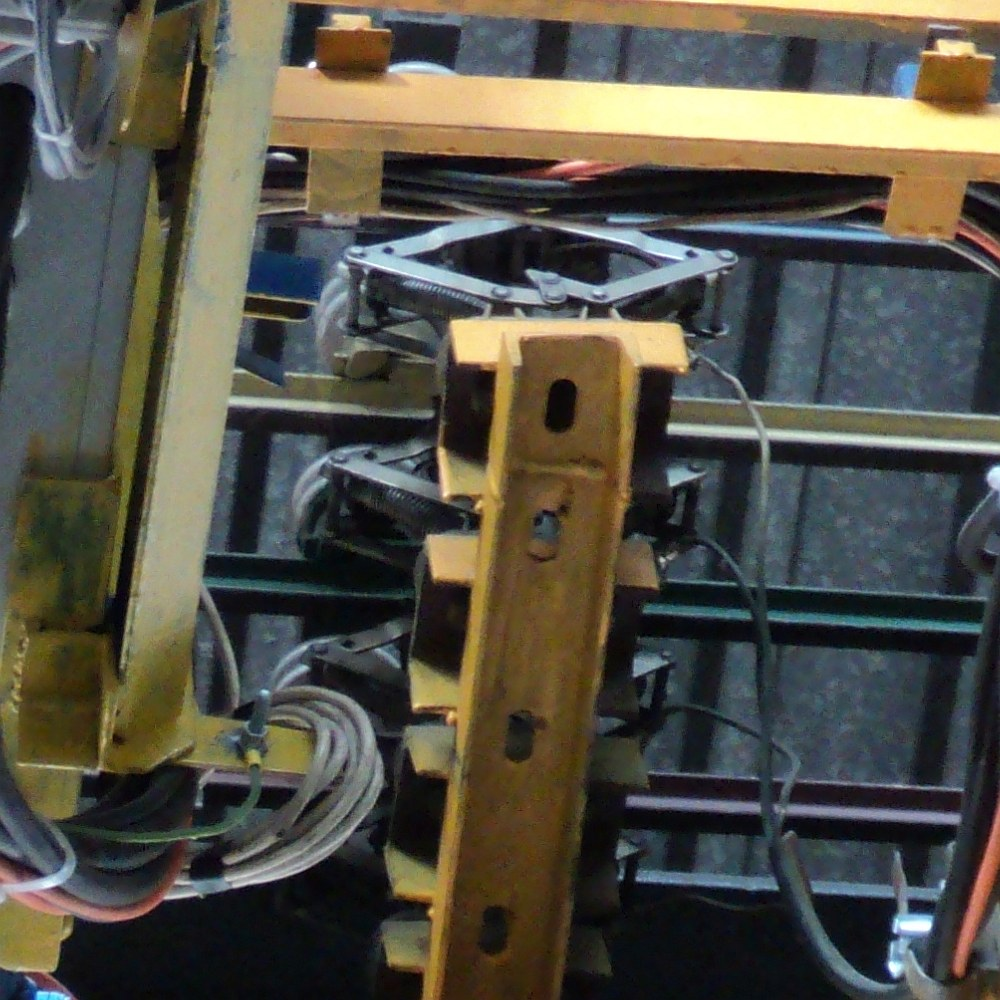
Szyny prądowe zasilające suwnicę
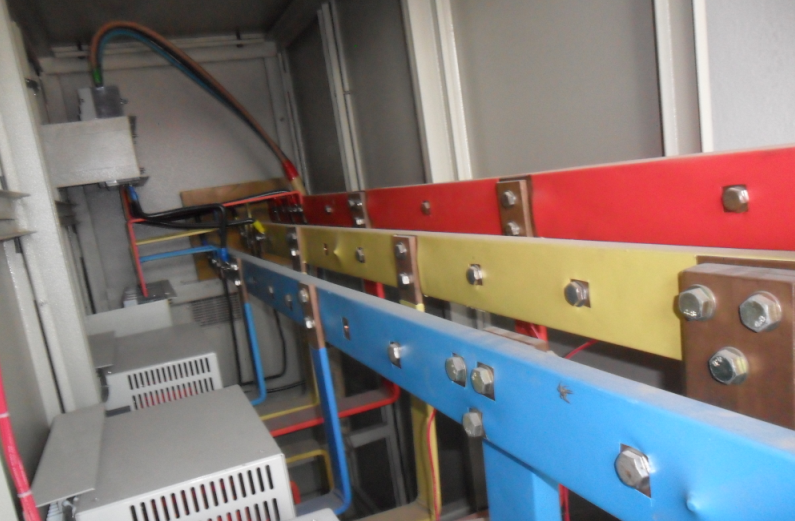
Szyny prądowe – przykład realizacji
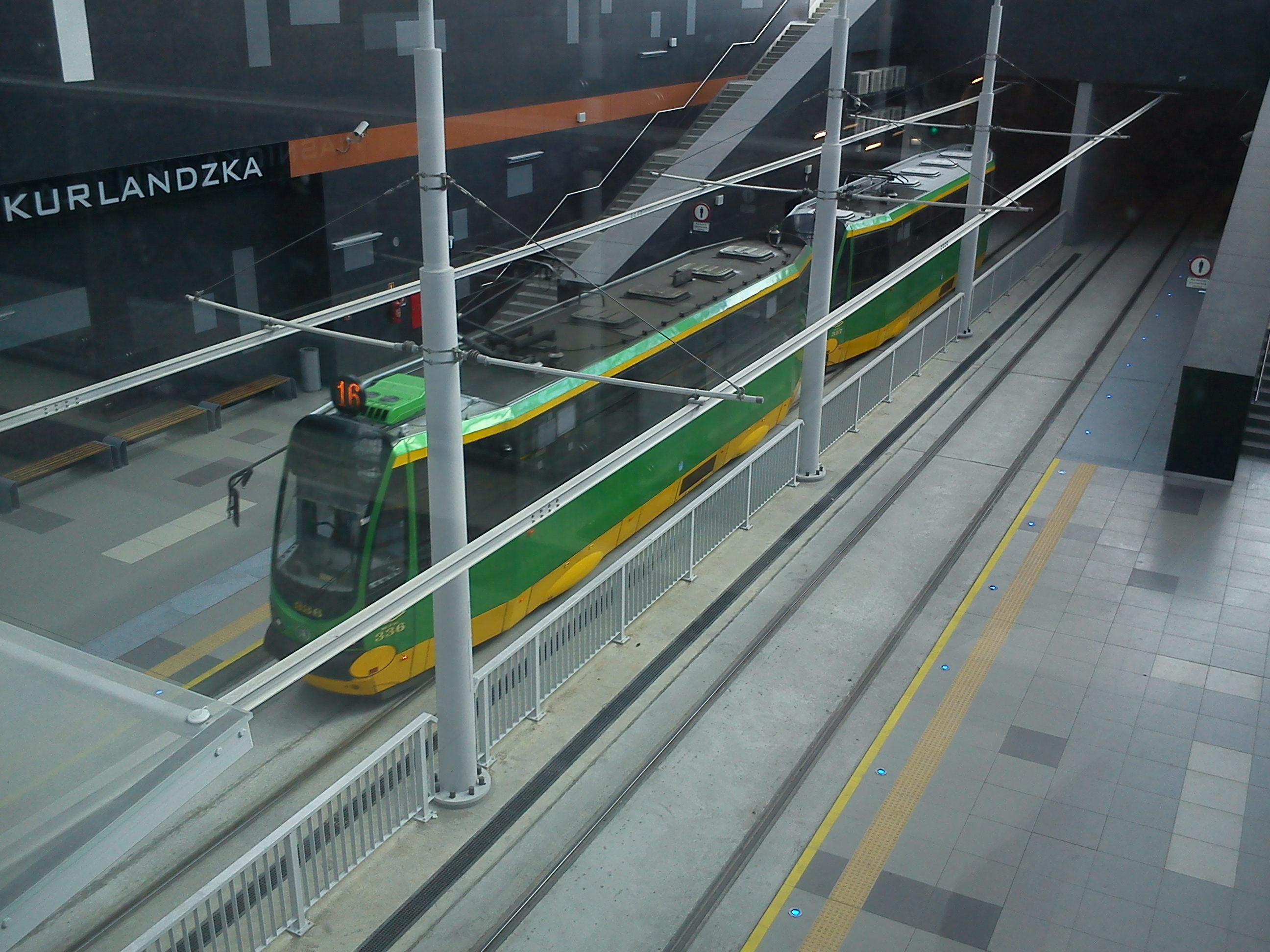
Szynoprzewody nad torami tramwajowymi w Poznaniu